# Josué Albert
Josué Albert (* 21. Januar 1992 in Colombes) ist ein französischer Fußballspieler, der zuletzt bei Clermont Foot unter Vertrag stand.

## Karriere

### Verein
Albert begann seine fußballerische Ausbildung bei der AS Saint-Étienne. In der Saison 2010/11 spielte er dort viermal für die Zweitvertretung in der National 2. Von 2011 bis 2013 spielte er anschließend bei EA Guingamp, wo er jedoch ebenfalls ausschließlich für die zweite Mannschaft zu Einsätzen kam. Zur neuen Spielzeit 2013/14 wechselte er zur ES Uzès Pont du Gard. Dort gab er am 9. August 2013 (1. Spieltag) sein Debüt in Frankreichs dritter Liga, der National, über die vollen 90 Minuten gegen Étoile Fréjus-Saint-Raphaël. In der gesamten Saison spielte er siebenmal für Uzès. Im Sommer 2014 unterschrieb er bei der US Quevilly. Gegen die Entente Sannois Saint-Gratien debütierte er für den Verein in der Viertklassigkeit am 16. August 2014 (1. Spieltag). Seinen ersten Treffer für den Klub erzielte er gegen den FC Dieppe, als er das einzige Tor der Partie bei dem 1:0-Heimsieg schoss. Insgesamt traf er in jener Spielzeit zweimal in 29 Ligaspielen. Die Folgespielzeit beendete er mit 20 Viertligaspielen und einem Tor. Nach dem Aufstieg in die dritte Liga, spielte er 2016/17 nur einmal insgesamt. Die Saison beendete sein Verein als Vize-Meister und sofortiger Wiederaufsteiger in die Ligue 2. Sein Profidebüt feierte er am 12. Januar 2018 (20. Spieltag) gegen den FC Sochaux über die volle Spielzeit. Bis zum Saisonende spielte er insgesamt 14 Mal.
Nach dem Wiederabstieg wechselte er zum ehemaligen Ligakonkurrenten Clermont Foot, wo er bis Juni 2022 unterschrieb. Direkt am ersten Spieltag der Saison 2018/19 wurde er gegen LB Châteauroux eingewechselt und spielte somit erstmals für die Profimannschaft von Clermont. Wettbewerbsübergreifend kam er in jener Spielzeit zu 21 Einsätzen in drei Wettbewerben. 2019/20 spielte er in der Ligue 2 zehnmal bis zum Ligaabbruch aufgrund der Corona-Pandemie. Auch in der Folgespielzeit war er keine Stammkraft und spielte lediglich fünf Ligaspiele. Seine Mannschaft schaffte jedoch den Aufstieg in die Ligue 1. Im Juli 2022 lief sein Vertrag bei Clermont aus.

### Nationalmannschaft
Albert debütierte am 27. März 2016 für die Nationalmannschaft von Französisch-Guayana, als er gegen Bermuda in der Qualifikation zum Caribbean Cup eingewechselt wurde. Bis November 2019 kam er noch zu drei weiteren Einsätzen für die Nationalmannschaft.

## Erfolge
US Quevilly
- Aufstieg in die National: 2016
- Aufstieg in die Ligue 2: 2017

Clermont Foot
- Aufstieg in die Ligue 1: 2021